# Sv. Ivan Nepomuk Neumann
Sv. Ivan Nepomuk Neumann (češ. Jan Nepomucký Neumann, nje: Johann Nepomuk Neumann) (Prachatice, Češka, 28. ožujka 1811. – 5. siječnja 1860.), kršćanski svetac, biskup u Philadelphiji. Rodio se 1811. u Češkoj, a umro 1860. godine. Bio je redovnik redemptorist. Autor više značajnih djela. Spomendan: 19. lipnja. Njegovo mrtvo tijelo nije se raspalo. Proglašen blaženim 13. studenoga 1963., a beatificirao ga je papa Pavao VI. Kanoniziran je 19. lipnja 1977. godine, a svecem ga je proglasio isti papa. Sv. Ivan Neumann zaslužan kao prvi koji je utemeljio katolički dijecezanski školski sustav u SAD, što je uveo dok je bio biskup u Philadelphiji.